# Kaliumphosphat
Kaliumphosphat ist ein Kaliumsalz der Phosphorsäure. Es wird hauptsächlich in Waschmitteln verwendet.

## Gewinnung/Darstellung
{\displaystyle {\ce {3K+ + PO4^{3-}-> K3PO4}}}
Kaliumphosphat entsteht auch bei dem Erhitzen von Thomasschlacke mit Kohle und Kaliumsulfat.

## Eigenschaften
Kaliumphosphat löst sich in Wasser unter alkalischer Reaktion.
Das Anhydrat kristallisiert in der orthorhombischen Raumgruppe Pnma (Raumgruppen-Nr. 62) mit den Gitterkonstanten a = 1,123772 nm, b = 0,810461 nm und c = 0,592271 nm mit je vier Formeleinheiten in einer Elementarzelle. Von diesem existiert auch eine Hochtemperaturmodifikation mit kubischer Struktur mit a = 0,811 nm.

## Herstellung
{\displaystyle {\ce {3KOH + H3PO4 -> K3PO4 + 3H2O}}}
Es ist nicht möglich, durch Auskristallisieren aus wässriger Lösung wasserfreies Kaliumphosphat zu gewinnen, jedoch erhält man durch Einleiten von Ammoniak in die Lösung das reine Octahydrat.

## Verwendung
Phosphate werden als Zusatz in Waschmitteln verwendet.
Sie sind in der Lage, durch Komplexbildung mit mehrwertigen Metallionen (Mg2+ etc.) die Wasserhärte herabzusetzen. Ihr Einsatz ist heute in einigen Ländern (unter anderem in der Schweiz) verboten. Phosphate werden auch als mineralischer Dünger eingesetzt.
In der Lebensmitteltechnik findet es als Säureregulator und als Schmelzsalz Verwendung.
Es ist zusammen mit dem primären (KH2PO4) und  sekundären Kaliumphosphat (K2HPO4) in der EU als Lebensmittelzusatzstoff unter der gemeinsamen Nummer E 340 („Kaliumphosphate“) für bestimmte Lebensmittel mit jeweils unterschiedlichen Höchstmengenbeschränkungen zugelassen. Nach der Zusatzstoff-Zulassungsverordnung sind dies – für die meisten zugelassenen Phosphate weitgehend einheitliche – einzelne Festlegungen für eine breite Palette mit zahlreichen unterschiedlichen Lebensmittelsorten. Die zugelassenen Höchstmengen variieren von 0,5 bis hin zu 50 Gramm pro Kilogramm (in Getränkeweißer für Automaten) oder auch dem Fehlen einer festen Beschränkung (quantum satis – nach Bedarf, bei Nahrungsergänzungsmitteln und teils bei Kaugummis).

## Biologische Bedeutung
Die Folge des Einsatzes in Waschmitteln ist ein größeres Nährstoffangebot in Gewässern. Daraus resultiert ein verstärktes Algenwachstum, was zum Umkippen eines Gewässers führen kann.